# Saint Mark, Grenada
Saint Mark är en parish i Grenada. Den ligger i den norra delen av landet, 16 km nordost om huvudstaden Saint George's. Antalet invånare är 4 067. Arean är 23,0 kvadratkilometer. Saint Mark ligger på ön Grenada.
Terrängen i Saint Mark är kuperad.
Följande samhällen finns i Saint Mark:
- Victoria